# Петрово (Ельнинский район)
Петро́во   — деревня  в Ельнинском районе Смоленской области России. Население – 8 жителей (2007 год).  Расположена в юго-восточной части области  в 8 км к западу от города Ельня,  на  автодороге Р96 Новоалександровский (А101) — Спас-Деменск — Ельня — Починок, в 10 км к западу от автодороги Р137 Сафоново — Рославль. В 5 км севернее деревни железнодорожная станция Нежода на линии Смоленск  - Сухиничи. Входит в состав Леонидовского сельского поселения.

## История
В годы Великой Отечественной войны деревня была местом ожесточённых боёв и дважды была оккупирована гитлеровскими войсками. 1-й раз в июле 1941 года (освобождена в ходе Ельнинской операции), 2-й раз в октябре 1941 года (освобождена в ходе Ельнинско-Дорогобужской операции в 1943 году).

## Экономика
2 фермерских хозяйства .